# Sereina Trachsel
Sereina Trachsel (* 9. Februar 1981 in Weiach) ist eine ehemalige Schweizer Radsportlerin.

## Sportliche Karriere
Ihre sportliche Karriere begann Sereina Trachsel mit Bergsport und Volksduathlon. Dabei entdeckte sie schnell ihre Stärke auf dem Fahrrad und nahm auch an nationalen Strassenrennen teil. 2004 gewann sie das Strassenrennen der Schweizer Meisterschaft in Pfaffnau und schlug überraschend alle Favoritinnen.
2005 konnte sie mit einer starken Solo-Leistung ihren Titel beim Rennen in Cham verteidigen und 2007 in Brugg. Bei den UCI-Strassen-Weltmeisterschaften 2009 in Stuttgart belegte Trachsel als beste Schweizerin Rang 19.
2008 wurde Trachsel beim Bigla Cycling Team unter Vertrag genommen. Nach dessen Auflösung im Jahre 2009 beendete sie ihre Radsportlaufbahn.

## Erfolge
2004
- Schweizer Meisterin – Strassenrennen

2005
- Schweizer Meisterin – Strassenrennen
- Schweizer Meisterin – Mannschaftszeitfahren

2007
- Schweizer Meisterin – Strassenrennen

2009
- Berner Rundfahrt